# San Antonio Open
San Antonio Open – żeński turniej tenisowy kategorii WTA 125K series zaliczany do cyklu WTA, rozgrywany na twardych kortach w amerykańskiej miejscowości San Antonio rozgrywany w sezonie 2016.

## Mecze finałowe

### gra pojedyncza
| Rok  | Mistrzyni  | Finalistka         | Wynik    |
| 2016 | Misaki Doi | Anna-Lena Friedsam | 6:4, 6:2 |

### gra podwójna
| Rok  | Mistrzynie                          | Finalistki                                | Wynik    |
| 2016 | Anna-Lena Grönefeld Nicole Melichar | Klaudia Jans-Ignacik Anastasija Rodionowa | 6:1, 6:3 |